# Heinz Wunderlich
Heinz Wunderlich (* 25. April 1919 em Leipzig - 10 de março de 2012) foi um organista e compositor alemão.

## Vida
Heinz Wunderlich foi um dos organistas mais conhecidos e virtuosos do mundo. Sendo o último aluno vivo do organista Karl Straube, amigo do compositor Max Reger, ele foi considerado o intérprete mais importante das obras de Reger, que são consideradas de extrema dificuldade. Ele vivia dando recitais, principalmente no famoso órgão barroco da catedral evangélica luterana St. Jacobi (São Tiago ou São Jacob) de Hamburgo, no norte da Alemanha, construido por Arp Schnitger, e também viajando pelo mundo todo. Entre outros fez 24 viagens nos Estados Unidos.
De 1959 até 1989 foi professor na faculdade de música de Hamburgo, formando muitos alunos bem conhecidos como Claus Bantzer, Thomas Dahl, Rut Dominik, Helmut Kretschmar e Axel Bergstedt.
Os principais CDs de Heinz Wunderlich apresentam obras de Johann Sebastian Bach, Franz Liszt e Max Reger, além da romántica alemã e obras para órgão e violino.